# Список птахів Бурунді
Це перелік видів птахів, зафіксованих на території Бурунді. Авіфауна Бурунді налічує загалом 690 видів, з яких 1 був інтродукований людьми, а 2 види вважаються рідкісними або випадковими. 7 видів перебувають під загрозою глобального зникнення.

## Позначки
Наступні теги використані для виділення деяких категорій птахів.
- (А) Випадковий — вид, який рідко або випадково трапляється в Бурунді
- (I) Інтродукований — вид, завезений до Бурунді як наслідок, прямих чи непрямих дій людських дій

## Пірникозоподібні(Podicipediformes)
Родина: Пірникозові (Podicipedidae)
- Пірникоза мала, Tachybaptus ruficollis
- Пірникоза велика, Podiceps cristatus
- Пірникоза чорношия, Podiceps nigricollis

## Сулоподібні(Suliformes)
Родина: Бакланові (Phalacrocoracidae)
- Баклан великий, Phalacrocorax carbo
- Баклан африканський, Microcarbo africanus

Родина: Змієшийкові (Anhingidae)
- Змієшийка африканська, Anhinga rufa

## Пеліканоподібні(Pelecaniformes)
Родина: Пеліканові (Pelecanidae)
- Пелікан рожевий, Pelecanus onocrotalus
- Пелікан африканський, Pelecanus rufescens

Родина: Чаплеві (Ardeidae)
- Чапля сіра, Ardea cinerea
- Чапля чорноголова, Ardea melanocephala
- Чапля-велетень, Ardea goliath
- Чапля руда, Ardea purpurea
- Чепура велика, Ardea alba
- Чепура середня, Ardea intermedia
- Чепура чорна, Egretta ardesiaca
- Чепура мала, Egretta garzetta
- Чапля жовта, Ardeola ralloides
- Чапля синьодзьоба, Ardeola idae
- Чапля рудочерева, Ardeola rufiventris
- Чапля єгипетська, Bubulcus ibis
- Чапля мангрова, Butorides striata
- Квак звичайний, Nycticorax nycticorax
- Квак білобокий, Gorsachius leuconotus
- Бугайчик звичайний, Ixobrychus minutus
- Бугайчик африканський, Ixobrychus sturmii

Родина: Молотоголовові (Scopidae)
- Молотоголов, Scopus umbretta

Родина: Китоголовові (Balaenicipididae)
- Китоголов, Balaeniceps rex

Родина: Ібісові (Threskiornithidae)
- Ібіс священний, Threskiornis aethiopicus
- Ібіс строкатошиїй, Bostrychia rara
- Гагедаш, Bostrychia hagedash
- Коровайка бура, Plegadis falcinellus
- Косар африканський, Platalea alba

## Лелекоподібні(Ciconiiformes)
Родина: Лелекові (Ciconiidae)
- Лелека-тантал африканський, Mycteria ibis
- Лелека-молюскоїд африканський, Anastomus lamelligerus
- Лелека чорний, Ciconia nigra
- Лелека африканський, Ciconia abdimii
- Лелека тропічний, Ciconia microscelis
- Лелека білий, Ciconia ciconia
- Ябіру сенегальський, Ephippiorhynchus senegalensis
- Марабу африканський, Leptoptilos crumenifer

## Фламінгоподібні(Phoenicopteriformes)
Родина: Фламінгові (Phoenicopteridae)
- Фламінго рожевий, Phoenicopterus roseus
- Фламінго малий, Phoeniconaias minor

## Гусеподібні(Anseriformes)
Родина: Качкові (Anatidae)
- Свистач рудий, Dendrocygna bicolor
- Свистач білоголовий, Dendrocygna viduata
- Стромярка, Thalassornis leuconotus
- Каргарка нільська, Alopochen aegyptiaca
- Шпорокрил, Plectropterus gambensis
- Качка шишкодзьоба, Sarkidiornis melanotos
- Чирянка-крихітка африканська, Nettapus auritus
- Свищ євразійський, Mareca penelope
- Качка чорна, Anas sparsa
- Чирянка мала, Anas crecca
- Чирянка африканська, Anas capensis
- Крижень жовтодзьобий, Anas undulata
- Шилохвіст північний, Anas acuta
- Шилохвіст червонодзьобий, Anas erythrorhyncha
- Чирянка жовтощока, Spatula hottentota
- Чирянка велика, Spatula querquedula
- Широконіска північна, Spatula clypeata
- Чернь червоноока, Netta erythrophthalma
- Попелюх звичайний, Aythya ferina
- Савка африканська, Oxyura maccoa

## Яструбоподібні(Accipitriformes)
Родина: Скопові (Pandionidae)
- Скопа, Pandion haliaetus

Родина: Яструбові (Accipitridae)
- Осоїд євразійський, Pernis apivorus (A)
- Шуліка-широкорот, Macheiramphus alcinus
- Шуліка чорноплечий, Elanus caeruleus
- Шуліка вилохвостий, Chelictinia riocourii
- Шуліка чорний, Milvus migrans
- Орлан-крикун, Haliaeetus vocifer
- Гриф пальмовий, Gypohierax angolensis
- Стерв'ятник бурий, Necrosyrtes monachus
- Gyps africanus
- Гриф африканський, Torgos tracheliotos (A)
- Гриф білоголовий, Trigonoceps occipitalis
- Circaetus beaudouini
- Circaetus pectoralis
- Circaetus cinereus
- Circaetus cinerascens
- Terathopius ecaudatus
- Лунь очеретяний, Circus aeruginosus
- Circus ranivorus
- Лунь степовий, Circus macrourus
- Лунь лучний, Circus pygargus
- Polyboroides typus
- Яструб-ящірколов, Kaupifalco monogrammicus
- Яструб-крикун темний, Melierax metabates
- Габар, Micronisus gabar
- Яструб ангольський, Accipiter tachiro
- Яструб каштановобокий, Accipiter castanilius
- Яструб туркестанський, Accipiter badius
- Яструб савановий, Accipiter minullus
- Яструб намібійський, Accipiter ovampensis
- Яструб чорний, Accipiter melanoleucus
- Яструб довгохвостий, Urotriorchis macrourus
- Канюк африканський, Butastur rufipennis (A)
- Канюк звичайний, Buteo buteo
- Buteo oreophilus
- Buteo augur
- Підорлик малий, Clanga pomarina
- Орел рудий, Aquila rapax
- Орел степовий, Aquila nipalensis (A)
- Орел кафрський, Aquila verreauxii (A)
- Aquila spilogaster
- Aquila africana
- Орел білоголовий, Hieraaetus wahlbergi
- Орел-карлик, Hieraaetus pennatus
- Hieraaetus ayresii
- Орел-боєць, Polemaetus bellicosus
- Орел довгочубий, Lophaetus occipitalis
- Орел вінценосний, Stephanoaetus coronatus

Родина: Секретарові (Sagittariidae)
- Птах-секретар, Sagittarius serpentarius

## Соколоподібні(Falconiformes)
Родина: Соколові (Falconidae)
- Боривітер степовий, Falco naumanni
- Боривітер звичайний, Falco tinnunculus
- Боривітер сірий, Falco ardosiaceus
- Турумті, Falco chicquera
- Кібчик червононогий, Falco vespertinus
- Кібчик амурський, Falco amurensis
- Підсоколик великий, Falco subbuteo
- Підсоколик африканський, Falco cuvierii
- Ланер, Falco biarmicus
- Балабан, Falco cherrug
- Сапсан, Falco peregrinus

## Куроподібні(Galliformes)
Родина: Фазанові (Phasianidae)
- Турач вохристоголовий, Campocolinus coqui
- Турач рудокрилий, Scleroptila levaillantii
- Турач світлобровий, Scleroptila streptophora
- Турач тропічний, Pternistis squamatus
- Турач східний, Pternistis hildebrandti
- Турач рудогорлий, Pternistis afer
- Турач угандійський, Pternistis nobilis
- Перепілка-арлекін, Coturnix delegorguei
- Перепілка африканська, Synoicus adansonii

Родина: Цесаркові (Numididae)
- Цесарка рогата, Numida meleagris

## Журавлеподібні(Gruiformes)
Родина: Журавлеві (Gruidae)
- Журавель-вінценос південний, Balearica regulorum

Родина: Sarothruridae
- Погонич білоплямистий, Sarothrura pulchra
- Погонич жовтоплямистий, Sarothrura elegans
- Погонич рудоволий, Sarothrura rufa
- Погонич африканський, Sarothrura boehmi

Родина: Пастушкові (Rallidae)
- Пастушок африканський, Rallus caerulescens
- Деркач африканський, Crex egregia
- Деркач лучний, Crex crex
- Багновик африканський, Zapornia flavirostra
- Погонич малий, Zapornia parva
- Погонич-крихітка, Zapornia pusilla
- Погонич звичайний, Porzana porzana
- Погонич буроголовий, Aenigmatolimnas marginalis
- Султанка зеленоспинна, Porphyrio madagascariensis
- Султанка африканська, Porphyrio alleni
- Курочка водяна, Gallinula chloropus
- Курочка мала, Paragallinula angulata
- Лиска африканська, Fulica cristata

Родина: Лапчастоногові (Heliornithidae)
- Лапчастоніг африканський, Podica senegalensis

## Дрохвоподібні(Otidiformes)
Родина: Дрохвові (Otididae)
- Дрохва кафрська, Neotis denhami
- Дрохва чорночерева, Lissotis melanogaster

## Сивкоподібні(Charadriiformes)
Родина: Триперсткові (Turnicidae)
- Триперстка африканська, Turnix sylvaticus

Родина: Яканові (Jacanidae)
- Якана мала, Microparra capensis
- Якана африканська, Actophilornis africanus

Родина: Мальованцеві (Rostratulidae)
- Мальованець афро-азійський, Rostratula benghalensis

Родина: Чоботарові (Recurvirostridae)
- Кулик-довгоніг чорнокрилий, Himantopus himantopus
- Чоботар синьоногий, Recurvirostra avosetta

Родина: Лежневі (Burhinidae)
- Лежень заїрський, Burhinus vermiculatus
- Лежень плямистий, Burhinus capensis

Родина: Pluvianidae
- Бігунець єгипетський, Pluvianus aegyptius

Родина: Дерихвостові (Glareolidae)
- Бігунець малий, Cursorius temminckii
- Бігунець червононогий, Rhinoptilus chalcopterus
- Дерихвіст лучний, Glareola pratincola
- Дерихвіст степовий, Glareola nordmanni
- Дерихвіст скельний, Glareola nuchalis

Родина: Сивкові (Charadriidae)
- Чайка білоголова, Vanellus crassirostris
- Чайка строката, Vanellus armatus
- Чайка шпорова, Vanellus spinosus
- Чайка вусата, Vanellus albiceps
- Чайка мала, Vanellus lugubris
- Чайка чорнолоба, Vanellus coronatus
- Чайка сенегальська, Vanellus senegallus
- Чайка рудогруда, Vanellus superciliosus
- Сивка бурокрила, Pluvialis fulva
- Сивка морська, Pluvialis squatarola
- Пісочник великий, Charadrius hiaticula
- Пісочник малий, Charadrius dubius
- Пісочник-пастух, Charadrius pecuarius
- Пісочник білобровий, Charadrius tricollaris
- Пісочник буроголовий, Charadrius forbesi
- Пісочник білолобий, Charadrius marginatus
- Пісочник морський, Charadrius alexandrinus
- Пісочник монгольський, Charadrius mongolus
- Пісочник товстодзьобий, Charadrius leschenaultii
- Пісочник каспійський, Charadrius asiaticus

Родина: Баранцеві (Scolopacidae)
- Баранець африканський, Gallinago nigripennis
- Баранець великий, Gallinago media
- Баранець звичайний, Gallinago gallinago
- Грицик великий, Limosa limosa
- Грицик малий, Limosa lapponica
- Кульон середній, Numenius phaeopus
- Кульон великий, Numenius arquata
- Коловодник чорний, Tringa erythropus
- Коловодник звичайний, Tringa totanus
- Коловодник ставковий, Tringa stagnatilis
- Коловодник великий, Tringa nebularia
- Коловодник лісовий, Tringa ochropus
- Коловодник болотяний, Tringa glareola
- Мородунка, Xenus cinereus
- Набережник палеарктичний, Actitis hypoleucos
- Крем'яшник звичайний, Arenaria interpres
- Побережник білий, Calidris alba
- Побережник малий, Calidris minuta
- Побережник білохвостий, Calidris temminckii
- Побережник арктичний, Calidris melanotos
- Побережник червоногрудий, Calidris ferruginea
- Побережник чорногрудий, Calidris alpina
- Побережник болотяний, Calidris falcinellus
- Брижач, Calidris pugnax
- Плавунець круглодзьобий, Phalaropus lobatus

Родина: Мартинові (Laridae)
- Мартин сріблястий, Larus argentatus
- Мартин чорнокрилий, Larus fuscus
- Мартин жовтоногий, Larus cachinnans
- Мартин сіроголовий, Chroicocephalus cirrocephalus
- Мартин звичайний, Chroicocephalus ridibundus
- Крячок чорнодзьобий, Gelochelidon nilotica
- Крячок каспійський, Hydroprogne caspia
- Крячок бенгальський, Thalasseus bengalensis
- Крячок річковий, Sterna hirundo
- Крячок малий, Sternula albifrons
- Крячок білощокий, Chlidonias hybrida
- Крячок білокрилий, Chlidonias leucopterus
- Крячок чорний, Chlidonias niger
- Водоріз африканський, Rynchops flavirostris

## Голубоподібні(Columbiformes)
Родина: Голубові (Columbidae)
- Голуб цяткований, Columba guinea
- Голуб конголезький, Columba unicincta
- Columba arquatrix
- Голуб білощокий, Columba larvata
- Streptopelia lugens
- Streptopelia decipiens
- Streptopelia semitorquata
- Streptopelia capicola
- Горлиця мала, Streptopelia senegalensis
- Горлиця сомалійська, Turtur chalcospilos
- Горлиця рожевочерева, Turtur afer
- Горлиця білолоба, Turtur tympanistria
- Горлиця капська, Oena capensis
- Вінаго африканський, Treron calvus

## Папугоподібні(Psittaciformes)
Родина: Папугові (Psittacidae)
- Нерозлучник гвінейський, Agapornis pullarius
- Нерозлучник Фішера, Agapornis fischeri
- Нерозлучник масковий, Agapornis personatus (I)
- Жако, Psittacus erithacus
- Poicephalus fuscicollis
- Папуга-довгокрил жовтоплечий, Poicephalus meyeri

## Туракоподібні(Musophagiformes)
Родина: Туракові (Musophagidae)
- Турако блакитний, Corythaeola cristata
- Турако мозамбіцький, Tauraco livingstonii
- Турако заїрський, Tauraco schalowi
- Турако чорнодзьобий, Tauraco schuettii
- Турако фіолетовочубий, Tauraco porphyreolophus
- Турако гребінчастий, Ruwenzorornis johnstoni
- Турако червоночубий, Musophaga rossae
- Галасник гологорлий, Corythaixoides personatus
- Галасник руандійський, Crinifer zonurus

## Зозулеподібні(Cuculiformes)
Родина: Зозулеві (Cuculidae)
- Зозуля строката, Clamator jacobinus
- Зозуля африканська, Clamator levaillantii
- Зозуля чубата, Clamator glandarius
- Зозуля товстодзьоба, Pachycoccyx audeberti
- Зозуля червоновола, Cuculus solitarius
- Зозуля чорна, Cuculus clamosus
- Зозуля звичайна, Cuculus canorus
- Зозуля саванова, Cuculus gularis
- Зозуля мадагаскарська, Cuculus rochii
- Зозуля-довгохвіст темна, Cercococcyx mechowi
- Зозуля-довгохвіст гірська, Cercococcyx montanus
- Дідрик білочеревий, Chrysococcyx klaas
- Дідрик жовтогрудий, Chrysococcyx cupreus
- Дідрик білощокий, Chrysococcyx caprius
- Малкога жовтодзьоба, Ceuthmochares aereus
- Коукал африканський, Centropus grillii
- Коукал ефіопський, Centropus monachus
- Коукал сенегальський, Centropus senegalensis
- Коукал білобровий, Centropus superciliosus

## Совоподібні(Strigiformes)
Родина: Сипухові (Tytonidae)
- Сипуха африканська, Tyto capensis
- Сипуха крапчаста, Tyto alba

Родина: Совові (Strigidae)
- Сплюшка африканська, Otus senegalensis
- Сплюшка євразійська, Otus scops
- Сплюшка південна, Ptilopsis granti
- Пугач африканський, Bubo africanus
- Пугач блідий, Bubo lacteus
- Сова-лісовик африканська, Strix woodfordii
- Сичик-горобець савановий, Glaucidium perlatum
- Сичик-горобець рудобокий, Glaucidium tephronotum
- Сова африканська, Asio capensis

## Дрімлюгоподібні(Caprimulgiformes)
Родина: Дрімлюгові (Caprimulgidae)
- Дрімлюга звичайний, Caprimulgus europaeus
- Дрімлюга танзанійський, Caprimulgus fraenatus
- Дрімлюга акацієвий, Caprimulgus rufigena
- Дрімлюга рудогорлий, Caprimulgus nigriscapularis
- Дрімлюга міомбовий, Caprimulgus pectoralis
- Дрімлюга гірський, Caprimulgus poliocephalus
- Дрімлюга болотяний, Caprimulgus natalensis
- Дрімлюга блідий, Caprimulgus inornatus
- Дрімлюга джибутійський, Caprimulgus stellatus
- Дрімлюга плямистий, Caprimulgus tristigma
- Дрімлюга польовий, Caprimulgus climacurus
- Дрімлюга габонський, Caprimulgus fossii
- Дрімлюга-прапорокрил ангольський, Caprimulgus vexillarius

## Серпокрильцеподібні(Apodiformes)
Родина: Серпокрильцеві (Apodidae)
- Серпокрилець зімбабвійський, Schoutedenapus myoptilus
- Серпокрилець пальмовий, Cypsiurus parvus
- Серпокрилець білочеревий, Apus melba (A)
- Серпокрилець еритрейський, Apus aequatorialis (A)
- Серпокрилець чорний, Apus apus
- Серпокрилець капський, Apus barbatus
- Серпокрилець малий, Apus affinis
- Серпокрилець ефіопський, Apus horus
- Серпокрилець білогузий, Apus caffer

## Чепігоподібні(Coliiformes)
Родина: Чепігові (Coliidae)
- Чепіга бурокрила, Colius striatus
- Паяро синьошиїй, Urocolius macrourus

## Трогоноподібні(Trogoniformes)
Родина: Трогонові (Trogonidae)
- Трогон зелений, Apaloderma narina

## Сиворакшоподібні(Coraciiformes)
Родина: Рибалочкові (Alcedinidae)
- Рибалочка бірюзовий, Alcedo quadribrachys
- Рибалочка діадемовий, Corythornis cristatus
- Рибалочка-крихітка синьоголовий, Ispidina picta
- Альціон сіроголовий, Halcyon leucocephala
- Альціон сенегальський, Halcyon senegalensis
- Альціон блакитний, Halcyon malimbica
- Альціон буроголовий, Halcyon albiventris
- Альціон малий, Halcyon chelicuti
- Рибалочка-чубань африканський, Megaceryle maximus
- Рибалочка строкатий, Ceryle rudis

Родина: Бджолоїдкові (Meropidae)
- Бджолоїдка білолоба, Merops bullockoides
- Бджолоїдка карликова, Merops pusillus
- Бджолоїдка синьовола, Merops variegatus
- Бджолоїдка суданська, Merops oreobates
- Бджолоїдка вилохвоста, Merops hirundineus
- Бджолоїдка білогорла, Merops albicollis
- Бджолоїдка зелена, Merops persicus
- Бджолоїдка оливкова, Merops superciliosus
- Бджолоїдка звичайна, Merops apiaster
- Бджолоїдка малинова, Merops nubicus
- Merops nubicoides

Родина: Сиворакшові (Coraciidae)
- Сиворакша євразійська, Coracias garrulus
- Сиворакша рожевовола, Coracias caudatus
- Широкорот африканський, Eurystomus glaucurus
- Широкорот блакитногорлий, Eurystomus gularis

## Bucerotiformes
Родина: Одудові (Upupidae)
- Одуд, Upupa epops

Родина: Слотнякові (Phoeniculidae)
- Слотняк пурпуровий, Phoeniculus purpureus
- Слотняк білоголовий, Phoeniculus bollei
- Ірисор великий, Rhinopomastus cyanomelas

Родина: Птахи-носороги (Bucerotidae)
- Токо бурий, Lophoceros alboterminatus
- Токо плямистодзьобий, Lophoceros nasutus
- Калао-трубач, Bycanistes bucinator
- Калао сірощокий, Bycanistes subcylindricus

Родина: Кромкачні (Bucorvidae)
- Кромкач кафрський, Bucorvus leadbeateri

## Дятлоподібні(Piciformes)
Родина: Лібійні (Lybiidae)
- Барбікан сіроголовий, Gymnobucco bonapartei
- Барбіон золотогузий, Pogoniulus bilineatus
- Барбіон жовтолобий, Pogoniulus chrysoconus
- Барбіон червонолобий, Pogoniulus pusillus
- Лібія-зубодзьоб жовтоока, Tricholaema lachrymosa
- Лібія руандійська, Lybius rubrifacies
- Лібія чорношия, Lybius torquatus
- Лібія рожевочерева, Lybius minor
- Лібія червона, Lybius bidentatus
- Барбудо жовтодзьобий, Trachyphonus purpuratus
- Барбудо чубатий, Trachyphonus vaillantii

Родина: Воскоїдові (Indicatoridae)
- Воскоїд строкатий, Indicator variegatus
- Воскоїд великий, Indicator indicator
- Воскоїд малий, Indicator minor
- Воскоїд товстодзьобий, Indicator conirostris
- Воскоїд крихітний, Indicator exilis
- Воскоїд короткодзьобий, Indicator pumilio
- Ковтач світлочеревий, Prodotiscus regulus

Родина: Дятлові (Picidae)
- Крутиголовка африканська, Jynx ruficollis
- Дятлик акацієвий, Campethera bennettii
- Дятлик золотохвостий, Campethera abingoni
- Дятлик зеленокрилий, Campethera cailliautii
- Campethera taeniolaema
- Дятлик бурощокий, Pardipicus caroli
- Дятел сірощокий, Dendropicos fuscescens
- Дятел камерунський, Dendropicos elliotii
- Дятел сірошиїй, Dendropicos goertae
- Дятел оливковий, Dendropicos griseocephalus
- Дятел бородатий, Chloropicus namaquus

## Горобцеподібні(Passeriformes)
Родина: Смарагдорогодзьобові (Calyptomenidae)
- Широкодзьоб чорноголовий, Smithornis capensis

Родина: Пітові (Pittidae)
- Піта ангольська, Pitta angolensis

Родина: Жайворонкові (Alaudidae)
- Фірлюк африканський, Mirafra africana
- Фірлюк коричневий, Mirafra rufocinnamomea
- Жервінчик рудоголовий, Eremopterix leucopareia
- Calandrella cinerea

Родина: Ластівкові (Hirundinidae)
- Ластівка берегова, Riparia riparia
- Ластівка мала, Riparia paludicola
- Ластівка білоброва, Neophedina cincta
- Ластівка сірогуза, Pseudhirundo griseopyga
- Ластівка афро-азійська, Ptyonoprogne fuligula
- Ластівка сільська, Hirundo rustica
- Ластівка ангольська, Hirundo angolensis
- Ластівка ниткохвоста, Hirundo smithii
- Ластівка абісинська, Cecropis abyssinica
- Ластівка рудочерева, Cecropis semirufa
- Ластівка сенегальська, Cecropis senegalensis
- Ластівка даурська, Cecropis daurica
- Ластівка міська, Delichon urbicum
- Жалібничка білоголова, Psalidoprocne albiceps
- Жалібничка білоплеча, Psalidoprocne pristoptera

Родина: Плискові (Motacillidae)
- Плиска гірська, Motacilla cinerea
- Плиска біла, Motacilla alba
- Плиска строката, Motacilla aguimp
- Плиска капська, Motacilla capensis
- Плиска жовта, Motacilla flava
- Плиска ефіопська, Motacilla clara
- Пікулик жовтогорлий, Macronyx croceus
- Щеврик смугастий, Anthus lineiventris
- Щеврик-велет, Anthus leucophrys
- Щеврик рудий, Anthus cinnamomeus
- Щеврик ангольський, Anthus nyassae
- Щеврик довгодзьобий, Anthus similis
- Щеврик короткохвостий, Anthus brachyurus
- Щеврик лісовий, Anthus trivialis
- Щеврик червоногрудий, Anthus cervinus

Родина: Личинкоїдові (Campephagidae)
- Шикачик білочеревий, Ceblepyris pectoralis
- Шикачик сірий, Ceblepyris caesius
- Личинкоїд південний, Campephaga flava

Родина: Бюльбюлеві (Pycnonotidae)
- Бюльбюль темноголовий, Pycnonotus barbatus
- Бюльбюль тонкодзьобий, Stelgidillas gracilirostris
- Бюльбюль малий, Eurillas virens
- Бюльбюль вусатий, Eurillas latirostris
- Бюльбюль жовтий, Arizelocichla kakamegae
- Бюльбюль угандійський, Arizelocichla kikuyuensis
- Жовточеревець сенегальський, Atimastillas flavicollis
- Торо вохристий, Phyllastrephus cabanisi
- Торо східний, Phyllastrephus flavostriatus

Родина: Дроздові (Turdidae)
- Вагал рудий, Stizorhina fraseri
- Квічаль абісинський, Geokichla piaggiae
- Дрізд абісинський, Turdus abyssinicus
- Дрізд червонодзьобий, Turdus libonyana
- Дрізд африканський, Turdus pelios

Родина: Тамікові (Cisticolidae)
- Таміка рудощока, Cisticola erythrops
- Таміка співоча, Cisticola cantans
- Таміка товстодзьоба, Cisticola lateralis
- Таміка голосиста, Cisticola woosnami
- Таміка каштановоголова, Cisticola chubbi
- Таміка іржастоголова, Cisticola chiniana
- Таміка західна, Cisticola marginatus
- Таміка криклива, Cisticola pipiens
- Таміка заїрська, Cisticola carruthersi
- Таміка лучна, Cisticola tinniens
- Таміка-товстун, Cisticola robustus
- Таміка строката, Cisticola natalensis
- Таміка саванова, Cisticola brachypterus
- Таміка віялохвоста, Cisticola juncidis
- Таміка карликова, Cisticola ayresii
- Принія африканська, Prinia subflava
- Принія білогорла, Prinia leucopogon
- Принія зеброва, Prinia bairdii
- Нікорник чорносмугий, Oreolais pulcher
- Нікорник рудобокий, Oreolais ruwenzori
- Нікорник біловусий, Apalis jacksoni
- Нікорник чорнощокий, Apalis personata
- Нікорник жовтоволий, Apalis flavida
- Нікорник білочеревий, Apalis rufogularis
- Нікорник рудогорлий, Apalis porphyrolaema
- Нікорник сірий, Apalis cinerea
- Вільговець рудогорлий, Eminia lepida
- Цвіркач сіробокий, Camaroptera brevicaudata
- Жовтобрюшка південна, Eremomela scotops

Родина: Macrosphenidae
- Очеретянка вусата, Melocichla mentalis
- Кромбек білобровий, Sylvietta leucophrys
- Кромбек рудий, Sylvietta whytii
- Кромбек довгодзьобий, Sylvietta rufescens
- Покривець, Hylia prasina

Родина: Кобилочкові (Locustellidae)
- Bradypterus centralis
- Куцокрил угандійський, Bradypterus carpalis
- Куцокрил прудкий, Bradypterus graueri
- Куцокрил брунатний, Bradypterus cinnamomeus
- Широкохвіст африканський, Catriscus brevirostris

Родина: Очеретянкові (Acrocephalidae)
- Очеретянка лучна, Acrocephalus schoenobaenus
- Очеретянка ставкова, Acrocephalus scirpaceus
- Очеретянка африканська, Acrocephalus baeticatus
- Очеретянка чагарникова, Acrocephalus palustris
- Очеретянка велика, Acrocephalus arundinaceus
- Очеретянка бура, Acrocephalus rufescens
- Очеретянка світлоброва, Acrocephalus gracilirostris
- Берестянка звичайна, Hippolais icterina
- Берестянка бліда, Iduna pallida
- Жовтовик темноголовий, Iduna natalensis
- Жовтовик гірський, Iduna similis
- Жовтовик тонкодзьобий, Calamonastides gracilirostris

Родина: Вівчарикові (Phylloscopidae)
- Вівчарик рудощокий, Phylloscopus laetus
- Вівчарик брунатний, Phylloscopus umbrovirens
- Вівчарик весняний, Phylloscopus trochilus

Родина: Hyliotidae
- Оксамитник жовточеревий, Hyliota flavigaster

Родина: Кропив'янкові (Sylviidae)
- Кропив'янка чорноголова, Sylvia atricapilla
- Кропив'янка садова, Sylvia borin
- Тимелія чорноголова, Sylvia atriceps

Родина: Мухоловкові (Muscicapidae)
- Скеляр ангольський, Monticola angolensis
- Скеляр строкатий, Monticola saxatilis
- Мухарка бліда, Melaenornis pallidus
- Мухоловка екваторіальна, Muscicapa comitata
- Мухоловка попеляста, Muscicapa caerulescens
- Мухарка сіровола, Melaenornis fischeri
- Мухарка південна, Melaenornis pammelaina
- Мухарка жовтоока, Melaenornis ardesiacus
- Мухоловка сіра, Muscicapa striata
- Мухоловка болотяна, Muscicapa aquatica
- Мухоловка темна, Muscicapa adusta
- Мухоловка сива, Myioparus plumbeus
- Мухоловка білошия, Ficedula albicollis
- Мухоловка кавказька, Ficedula semitorquata
- Колоратка чорногорла, Pogonocichla stellata
- Золотокіс малий, Cossyphicula roberti
- Акалат білочеревий, Sheppardia aequatorialis
- Колоратка лісова, Stiphrornis erythrothorax
- Золотокіс рувензорський, Cossypha archeri
- Акалат білобровий, Cossypha polioptera
- Золотокіс білобровий, Cossypha heuglini
- Золотокіс рудоголовий, Cossypha natalensis
- Золотокіс сіроголовий, Cossypha niveicapilla
- Тирч вохристоволий, Cichladusa arquata
- Альзакола міомбова, Cercotrichas barbata
- Альзакола саванова, Cercotrichas hartlaubi
- Альзакола білоброва, Cercotrichas leucophrys
- Трав'янка лучна, Saxicola rubetra
- Saxicola torquatus
- Кам'янка звичайна, Oenanthe oenanthe
- Смолярик білолобий, Oenanthe albifrons
- Oenanthe familiaris
- Myrmecocichla nigra
- Смолярик білоголовий, Myrmecocichla arnotti
- Смолярик савановий, Myrmecocichla collaris
- Камінчак рудочеревий, Thamnolaea cinnamomeiventris
- Червеняк білобровий, Chamaetylas poliocephala
- Червеняк червоногорлий, Chamaetylas poliophrys

Родина: Прирітникові (Platysteiridae)
- Прирітник рубіновобровий, Platysteira cyanea
- Прирітник чорногорлий, Platysteira peltata
- Прирітка жовточерева, Platysteira concreta
- Приріт рувензорський, Batis diops
- Приріт білобокий, Batis molitor
- Приріт західний, Batis erlangeri

Родина: Stenostiridae
- Ельмінія блакитна, Elminia longicauda
- Ельмінія сиза, Elminia albicauda
- Ельмінія білочерева, Elminia albiventris
- Ельмінія гірська, Elminia albonotata

Родина: Монархові (Monarchidae)
- Монарх східний, Trochocercus cyanomelas
- Монарх-довгохвіст африканський, Terpsiphone viridis

Родина: Pellorneidae
- Тимелія сіроголова, Illadopsis albipectus
- Тимелія сірощока, Illadopsis rufipennis
- Тимелія вохриста, Illadopsis fulvescens
- Тимелія гірська, Illadopsis pyrrhoptera

Родина: Modulatricidae
- Какамега, Kakamega poliothorax

Родина: Leiothrichidae
- Кратеропа маскова, Turdoides sharpei
- Кратеропа ангольська, Turdoides hartlaubii
- Кратеропа саванова, Turdoides plebejus
- Кратеропа бура, Turdoides jardineii
- Злочик заїрський, Turdoides rufocinctus

Родина: Синицеві (Paridae)
- Синиця африканська, Melaniparus leucomelas
- Синиця екваторіальна, Melaniparus fasciiventer

Родина: Ремезові (Remizidae)
- Ремез сірий, Anthoscopus caroli

Родина: Нектаркові (Nectariniidae)
- Саїманга сіроголова, Deleornis axillaris
- Саїманга фіолетова, Anthreptes longuemarei
- Саїманга зеленовола, Hedydipna collaris
- Нектарик зеленоголовий, Cyanomitra verticalis
- Нектарик синьоголовий, Cyanomitra alinae
- Нектарик оливковий, Cyanomitra olivacea
- Нектарець зеленогорлий, Chalcomitra rubescens
- Нектарець аметистовий, Chalcomitra amethystina
- Нектарець червоноволий, Chalcomitra senegalensis
- Нектарка угандійська, Nectarinia purpureiventris
- Нектарка бронзова, Nectarinia kilimensis
- Нектарка малахітова, Nectarinia famosa
- Маріка смарагдова, Cinnyris chloropygius
- Маріка гірська, Cinnyris stuhlmanni
- Маріка північна, Cinnyris reichenowi
- Маріка королівська, Cinnyris regius
- Маріка багряногруда, Cinnyris rockefelleri
- Маріка чорнокрила, Cinnyris mariquensis
- Маріка суданська, Cinnyris erythrocercus
- Маріка різнобарвна, Cinnyris venustus
- Маріка міднобарвна, Cinnyris cupreus

Родина: Окулярникові (Zosteropidae)
- Окулярник сенегальський, Zosterops senegalensis

Родина: Вивільгові (Oriolidae)
- Вивільга звичайна, Oriolus oriolus
- Вивільга золота, Oriolus auratus
- Вивільга південна, Oriolus larvatus
- Вивільга гірська, Oriolus percivali
- Вивільга чорнокрила, Oriolus nigripennis

Родина: Сорокопудові (Laniidae)
- Сорокопуд терновий, Lanius collurio
- Сорокопуд міомбовий, Lanius souzae
- Сорокопуд чорнолобий, Lanius minor (A)
- Сорокопуд чорноплечий, Lanius excubitoroides
- Сорокопуд білокрилий, Lanius mackinnoni
- Сорокопуд чорноголовий, Lanius collaris
- Lanius humeralis
- Сорокопуд червоноголовий, Lanius senator'

Родина: Гладіаторові (Malaconotidae)
- Брубру, Nilaus afer
- Кубла північна, Dryoscopus gambensis
- Кубла строката, Dryoscopus cubla
- Кубла сіра, Dryoscopus angolensis
- Чагра чорноголова, Bocagia minuta
- Чагра велика, Tchagra senegalus
- Чагра буроголова, Tchagra australis
- Гонолек масковий, Laniarius luehderi
- Гонолек тропічний, Laniarius major
- Гонолек жовтоокий, Laniarius erythrogaster
- Гонолек жовтоголовий, Laniarius mufumbiri
- Гонолек східний, Laniarius fuelleborni
- Гонолек гірський, Laniarius poensis
- Гонолек приозерний, Laniarius holomelas
- Гонолек бурундійський, Laniarius willardi
- Вюргер золотистий, Chlorophoneus sulfureopectus
- Вюргер червонолобий, Telophorus dohertyi
- Гладіатор схиловий, Malaconotus lagdeni
- Гладіатор сіроголовий, Malaconotus blanchoti

Родина: Вангові (Vangidae)
- Багадаїс білочубий, Prionops plumatus
- Приріт чубатий, Bias musicus

Родина: Дронгові (Dicruridae)
- Дронго вилохвостий, Dicrurus adsimilis

Родина: Воронові (Corvidae)
- Крук строкатий, Corvus albus
- Крук великодзьобий, Corvus albicollis

Родина: Ґедзеїдові (Buphagidae)
- Ґедзеїд червонодзьобий, Buphagus erythrorynchus
- Ґедзеїд жовтодзьобий, Buphagus africanus

Родина: Шпакові (Sturnidae)
- Шпак жовтоголовий, Creatophora cinerea
- Мерл зелений, Lamprotornis chalybaeus
- Мерл синьощокий, Lamprotornis chloropterus
- Мерл темнощокий, Lamprotornis splendidus
- Мерл бронзовоголовий, Lamprotornis purpuroptera
- Мерл пурпуровоголовий, Hylopsar purpureiceps
- Шпак-куцохвіст аметистовий, Cinnyricinclus leucogaster
- Моріо тонкодзьобий, Onychognathus tenuirostris
- Моріо іржастокрилий, Onychognathus fulgidus
- Моріо малий, Onychognathus walleri
- Шпак-гострохвіст угандійський, Poeoptera stuhlmanni
- Шпак-куцохвіст рудочеревий, Poeoptera sharpii

Родина: Ткачикові (Ploceidae)
- Ткачик золотолобий, Ploceus baglafecht
- Ткачик тонкодзьобий, Ploceus pelzelni
- Ткачик малий, Ploceus luteolus
- Ткачик чорногорлий, Ploceus ocularis
- Ткачик короткокрилий, Ploceus nigricollis
- Ткачик чорночеревий, Ploceus melanogaster
- Ткачик заїрський, Ploceus alienus
- Ткачик шафрановий, Ploceus xanthops
- Ткачик очеретяний, Ploceus castanops
- Ткачик масковий, Ploceus heuglini
- Ткачик великий, Ploceus cucullatus
- Ткачик західний, Ploceus nigerrimus
- Ткачик чорноголовий, Ploceus melanocephalus
- Ткачик золотоспинний, Ploceus jacksoni
- Ткачик лісовий, Ploceus bicolor
- Ткачик товстодзьобий, Ploceus superciliosus
- Малімб червоноголовий, Anaplectes rubriceps
- Квелія кардиналова, Quelea cardinalis
- Квелія червоноголова, Quelea erythrops
- Квелія червонодзьоба, Quelea quelea
- Вайдаг чорнокрилий, Euplectes hordeaceus
- Вайдаг червоний, Euplectes franciscanus
- Вайдаг вогнистий, Euplectes orix
- Вайдаг товстодзьобий, Euplectes capensis
- Вайдаг червоноплечий, Euplectes axillaris
- Вайдаг жовтоплечий, Euplectes macroura
- Вайдаг білокрилий, Euplectes albonotatus
- Вайдаг великий, Euplectes ardens
- Ткачик білолобий, Amblyospiza albifrons
- Anomalospiza imberbis

Родина: Астрильдові (Estrildidae)
- Нігрита чорнолоба, Nigrita canicapillus
- Астрильдик чорнохвостий, Nesocharis ansorgei
- Мельба золотокрила, Pytilia afra
- Мельба строката, Pytilia melba
- Астрильд зелений, Mandingoa nitidula
- Червоногуз зеленоголовий, Cryptospiza reichenovii
- Червоногуз ефіопський, Cryptospiza salvadorii
- Червоногуз темний, Cryptospiza jacksoni
- Червоногуз заїрський, Cryptospiza shelleyi
- Синьодзьоб червоноголовий, Spermophaga ruficapilla
- Перлистик червоноволий, Hypargos niveoguttatus
- Краплик темний, Euschistospiza cinereovinacea
- Амарант червонодзьобий, Lagonosticta senegala
- Амарант червоний, Lagonosticta rubricata
- Астрильд-метелик савановий, Uraeginthus angolensis
- Астрильд-метелик червонощокий, Uraeginthus bengalus
- Астрильд ефіопський, Coccopygia quartinia
- Астрильд болотяний, Estrilda paludicola
- Астрильд золотощокий, Estrilda melpoda
- Астрильд червонокрилий, Estrilda rhodopyga
- Астрильд смугастий, Estrilda astrild
- Астрильд білочеревий, Estrilda nonnula
- Астрильд чорноголовий, Estrilda atricapilla
- Астрильд червонобокий, Estrilda kandti
- Бенгалик золотогрудий, Amandava subflava
- Луговик чорнощокий, Ortygospiza atricollis
- Сріблодзьоб чорноволий, Spermestes cucullata
- Сріблодзьоб строкатий, Spermestes bicolor
- Сріблодзьоб великий, Spermestes fringilloides

Родина: Вдовичкові (Viduidae)
- Вдовичка червононога, Vidua chalybeata
- Вдовичка фіолетова, Vidua funerea
- Вдовичка білочерева, Vidua macroura
- Вдовичка широкохвоста, Vidua obtusa

Родина: Вівсянкові (Emberizidae)
- Вівсянка каштанова, Emberiza tahapisi
- Вівсянка жовточерева, Emberiza flaviventris

Родина: В'юркові (Fringillidae)
- Івуд, Linurgus olivaceus
- Serinus canicollis
- Щедрик діадемовий, Crithagra frontalis
- Щедрик ангольський, Crithagra capistrata
- Щедрик папірусовий, Crithagra koliensis
- Щедрик чорногорлий, Crithagra atrogularis
- Щедрик жовтолобий, Crithagra mozambica
- Щедрик акацієвий, Crithagra sulphurata
- Щедрик білобровий, Crithagra reichardi
- Щедрик строкатий, Crithagra striolata
- Щедрик товстодзьобий, Crithagra burtoni

Родина: Горобцеві (Passeridae)
- Горобець сіроголовий, Passer griseus
- Горобець білобровий, Gymnornis superciliaris